# Maščevalci: Ultronova doba
Maščevalci: Ultronova doba je ameriški superjunaški film leta 2015, ki temelji na ekipi superjunakov iz Marvelovih stripov. Produciral ga je Marvel Studios, distribuiral pa Walt Disney Studios Motion Pictures. Je nadaljevanje filma Maščevalci (2012) in 11. film v filmskem vesolju Marvel (MCU). Film, ki ga je napisal in režiral Joss Whedon, v filmu pa igrajo Robert Downey Jr., Chris Hemsworth, Mark Ruffalo, Chris Evans, Scarlett Johansson, Jeremy Renner, Don Cheadle, Aaron Taylor-Johnson, Elizabeth Olsen, Paul Bettany, Cobie Smulders, Anthony Mackie, Hayley Atwell, Idris Elba, Linda Cardellini, Stellan Skarsgård, James Spader in Samuel L. Jackson. V filmu se Maščevalci spopejo z Ultronom, umetno inteligenco, ki sta jo ustvarila Tony Stark in Bruce Banner, Ultron pa namerava vzpostaviti svetovni mir tako, da povzroči izumrtje človeštva.
Film je bil napovedan maja 2012 po uspešni izdaji filma Maščevalci, Whedon pa se je avgusta vrnil k projektu kot scenarist in režiser. Igralci so bili najeti junija 2013, ko je Downey ponovno podpisal pogodbo. Snemanje filma se je začelo februarja 2014 v Južni Afriki, potekalo pa je med marcem in avgustom, predvsem v studiu Shepperton v Surreyu v Angliji. Dodatni posnetki so bili posneti v Italiji, Južni Koreji, Bangladešu, zvezni državi New York in po Angliji. Z ocenjenim neto produkcijskim proračunom 365 milijonov dolarjev je postal eden najdražjih filmov, ki so bili kdajkoli posneti.
Film Maščevalci: Ultronova doba je bil premierno predvajan v Hollywoodu v Los Angelesu 13. aprila 2015, v Združenih državah pa je bil izdan 1. maja kot del druge faze MCU. Film je prejel na splošno pozitivne ocene kritikov in zaslužil več kot 1,4 milijarde dolarjev po vsem svetu ter tako postal četrti najbolj dobičkonosen film leta 2015 in peti najbolj dobičkonosen film vseh časov med predvajanjem. Izšli sta dve nadaljevanji: Maščevalci: Brezmejna vojna (2018) in Maščevalci: Zaključek (2019).

## Vsebina
V vzhodnoevropski državi Sokovia Maščevalci, – Tony Stark, Thor, Bruce Banner, Steve Rogers, Nataša Romanoff in Clint Barton – napadejo zgradbo Hydra, kateri poveljuje baron Wolfgang von Strucker, ki je eksperimentiral na ljudeh z uporabo žezla, ki ga je prej imel v lasti Loki. Naletijo dva Struckerjeva testna zaveznika – dvojčka Pietra in Wanda Maximoff – in rešita Struckerja, medtem ko Stark vzame Lokijevo žezlo.
Stark in Banner odkrijeta umetno inteligenco v dragulju žezla in jo na skrivaj uporabita za dokončanje Starkovega globalnega obrambnega programa "Ultron". Nepričakovano čuteč Ultron, ki verjame, da mora izkoreniniti človeštvo, da bi rešil Zemljo, napade Maščevalce v njihovem štabu. Ko pobegne z žezlom, Ultron uporabi vire v Struckerjevi bazi Sokovia, da nadgradi svoje osnovno telo in zgradi vojsko robotskih dronov. Potem, ko je ubil Struckerja, rekrutira Maximoffove, ki Starku pripisujejo odgovornost za smrt njihovih staršev zaradi uporabe orožja njegovega podjetja, in odide v trgovsko bazo z orožjem Ulyssesa Klaueja v Johannesburgu. Maščevalci napadejo Ultrona in Maximoffove, toda Wanda jih ukroti s strašljivimi vizijami, zaradi česar se Banner spremeni v Hulka in opustoši, dokler ga Stark ne ustavi s svojim anti-Hulkovim oklepom.
Svetovni odziv zaradi posledičnega uničenja in strahovi, ki so jih povzročile Wandine halucinacije, prisilijo ekipo v skrivališče na Bartonovi kmečki hiši. Thor odide, da bi se posvetoval z dr. Erikom Selvigom o apokaliptični prihodnosti, ki jo je videl v svoji halucinaciji, medtem ko prispe Nick Fury in naroči ekipi, da izdela načrt za zaustavitev Ultrona. V Seulu pa medtem Ultron uporabi Lokijevo žezlo, da zasužnja prijateljico ekipe, Helen Cho. Za izdelavo novega telesa uporabi tehnologijo sintetičnega tkiva, vibranij in dragulj žezla. Ko ga Ultron naloži v telo, lahko Wanda razbere njegove misli; ko odkrijejo njegov načrt za izumrtje človeštva, se Maximoffovi uprejo Ultronu. Rogers, Romanoff in Barton se spopadejo z Ultronom in pridobijo sintetično telo, vendar Ultron ujame Romanoffovo. Maščevalci se nato spopadejo med seboj, ko Stark in Banner na skrivaj naložita J.A.R.V.I.S., ki še vedno deluje, potem ko se je pred Ultronom skrival v sintetičnim telesu.
Pozneje se Thor vrne, da bi pomagal aktivirati telo, na podlagi svoje vizije, da je dragulj na njegovem čelu kamen uma, eden od šestih kamnov neskončnosti, najmočnejših predmetov, ki obstajajo. Ta "Vizija" si zasluži pridobiti njihovo zaupanje s tem, da je vredna dvigniti Thorjevo kladivo, Mjölnir. Vision in Maximoffovi odidejo z Maščevalci v Sokovio, kjer Ultron uporabi preostali vibranij, da bi zgradil stroj, ki bi dvignil velik del glavnega mesta proti nebu, z namenom, da bi ga zrušil v Zemljo in povzročil globalno izumrtje. Banner reši Romanoffovo, ko se ta znova spremeni v Hulka. Maščevalci se zatem spopadejo z Ultronovo vojsko, medtem ko Fury prispe v Helicarrierju z Mario Hill, Jamesom Rhodesom in S.H.I.E.L.D. agenti za evakuacijo civilistov.
Pietro umre, ko Bartona zaščiti pred streli, maščevalna Wanda pa zapusti svoje mesto, da bi uničila Ultronovo primarno telo, kar enemu od njegovih dronov omogoči, da aktivira stroj. Medtem, ko mesto strmo pada, Stark in Thor preobremenita stroj in razbijeta kopno. Po tem Hulk, ki noče ogroziti Romanoffove, ker je z njo, odide s Quinjetom, medtem ko se Vision sooči z Ultronovim zadnjim preostalim delom njegovega trupa in ga uniči. Kasneje, ko Maščevalci ustanovijo novo bazo, ki jo vodijo Fury, Hill, Cho in Selvig, se Thor vrne v Asgard, da bi izvedel več o silah, za katere sumi, da so manipulirale z nedavnimi dogodki. Ko Stark odide in se Barton upokoji, se Rogers in Romanoff pripravljata na urjenje novih Maščevalcev: Rhodesa, Visiona, Sama Wilsona in Wande.
V prizoru po koncu filma si Thanos nadene rokavico in priseže, da bo sam zbral vse kamne neskončnosti.

## Vloge
- Robert Downey Jr. – Tony Stark (Iron Man)

- Chris Hemsworth – Thor
- Mark Ruffalo – Bruce Banner (Hulk)
- Chris Evans – Steve Rogers (Stotnik Amerika)
- Scarlett Johansson – Nataša Romanoff (Črna vdova)
- Jeremy Renner – Clint Barton (Sokol)
- Don Cheadle – James "Rhodey" Rhodes (War Machine)
- Aaron Taylor-Johnson – Pietro Maximoff
- Elizabeth Olsen – Wanda Maximoff
- Paul Bettany – J.A.R.V.I.S. and Vision
- Cobie Smulders – Maria Hill
- Anthony Mackie – Sam Wilson (Falcon)
- Hayley Atwell – Peggy Carter
- Idris Elba – Heimdall
- Linda Cardellini – Laura Barton
- Stellan Skarsgård – Erik Selvig
- James Spader – Ultron